# Горная славка
Горная славка (лат. Curruca curruca althaea) — подвид новонёбных птиц из семейства славковых. Распространён от южного Казахстана (горы Каратау) восточнее до юго-западного и центрального Тянь-Шаня, южнее в северо-западные Гималаи, Афганистан, юго-восток Ирана и запад Пакистана, вероятно, также на юге Туркменистана и северо-востоке Ирана (Копетдаг); зимует на территории от южного Ирана (возможно, также на юге Ирака и юге Афганистана) восточнее до юга Индии и Шри-Ланка, а также, возможно, на юго-востоке Аравийского полуострова. Обитают на плантациях, в субтропических и тропических засушливых, а также умеренных, лесах и умеренных кустарниковых местностях, на высоте от 2000 до 3600 метров над уровнем моря.
Длина тела птиц 14 см, длина крыла — 6,4—7 см, хвоста — 5,6—6 см, масса — 12,4—17 граммов.